# Cyrtochilum exasperatum
Cyrtochilum exasperatum là một loài thực vật có hoa trong họ Lan. Loài này được (Linden & Rchb.f.) Kraenzl. mô tả khoa học đầu tiên năm 1917.